# Milizia
Una milizia è un gruppo informale di combattimento, non inserito nell'esercito regolare di alcuno Stato. I suoi membri, detti miliziani, godono di una maggiore libertà d’azione, svolgendo per lo più attività di guerriglia.

## Etimologia ed utilizzo del termine
Il termine è composto da radici latine ben precise, derivando dal termine della lingua latina miles /miːles/ : soldato; insieme al suffisso -itia /iːtia/ indicante una qualità, uno stato, un'attività.
A partire dal XIX secolo, il termine è stato utilizzato genericamente anche per riferirsi a formazioni governative, come nel caso della Canadian Militia o organizzazioni paramilitari a connotazione politica come nel caso della Milice française fondata dal Governo di Vichy, o comunque ricomprese nella riserva militare, come ad esempio nella  National Guard of the United States.

## Storia

### Età antica
Nelle "milizie barbariche" dell'epoca dell'Impero romano, un ordinamento si formò solo dopo il contatto dei barbari con il mondo greco-romano. La loro milizia si divideva in "maggiore" e "minore". La distinzione era in base al parentato, alla nascita, al valore, alla ricchezza. Appartenevano alla milizia i nobili e i loro familiari, costituenti generalmente la cavalleria e fornenti gli ufficiali, designati in vari modi. Alla milizia minore erano assegnati la plebaglia dei gregari.

### Medioevo
A partire dall'età longobarda sino all'XI secolo nelle sue diverse fasi politiche e istituzionali si può osservare una continuità nella leva militare, che era obbligatoria e avvenne per censo e su base urbana. Un ufficiale pubblico chiamava alle armi gli uomini, di questi, una parte (generalmente i fanti) rimaneva in città per la difesa delle mura, mentre una parte (più probabilmente solo i cavalieri) seguiva  l'ufficiale per le spedizioni locali e per unirsi all'esercito regio.
L'organizzazione del reclutamento su base cittadina dell'esercito longobardo appare dunque il modello seguito nel Regno d'Italia nei secoli successivi. Nei secoli IX e X rimase attivo l'impianto degli ufficiali pubblici (conti e marchesi, e poi vescovi) incaricati della leva militare, che iniziò a essere integrata da contingenti di signori laici ed ecclesiastici. L'esercito regio, dall'epoca carolingia all'XI secolo, diventò quindi una coalizione di eserciti urbani e vassallatici al seguito del re, proprio come, nel XII secolo, l'esercito imperiale di Federico I di Svevia era formato da contingenti urbani forniti dai comuni fedeli all'impero e vassallatici dei grandi signori territoriali (il marchese di Monferrato, i Malaspina, il conte di Biandrate, solo per citare alcuni esempi).
I contingenti cittadini dell'esercito regio, dunque, continuarono tra IX e XI secolo a essere reclutati per la difesa locale delle mura e per partecipare alle spedizioni del re.
Questi eserciti divennero, nel XII secolo, gli eserciti comunali, possiamo quindi osservare come l'obbligatorietà del servizio militare urbano, attestata in tutti gli statuti cittadini di età comunale, sia la diretta prosecuzione dell'Eribanno carolingio, ovvero l'obbligo di servire nell'esercito per quaranta giorni l'anno, grosso modo la stessa durata ancora in vigore in età comunale.
Benché lo stato carolingio si fosse sgretolato lentamente tra il X e l'XI secolo, gli eserciti urbani dell'Italia centro-settentrionale continuarono a essere mobilitati (prima dal conte e dal vescovo e poi dai consoli) e impiegati sia in difesa della città che in operazioni militari.
Dalla seconda metà del XIII secolo, nell'Italia centro-settentrionale, i comuni, gradualmente, cessarono di mobilitare l'intero esercito comunale, limitandosi a chiamare alle armi contingenti più ristretti, ma selezionati, generalmente composti da soli fanti e reclutati tra i cittadini e gli abitanti delle campagne, detti "cernide". Tale prassi proseguì anche nel Trecento, come è documentato nel Ducato di Milano ed a Venezia, dove le cernide erano una milizia territoriale, costituita prevalentemente da contadini.

### Età moderna
Verso il XV secolo, ovvero l'età di mezzo, la milizia fu "paesana" o "civile", non ferma, né stipendiata in contrapposto a quella "stanziale" o "mercenaria". Ottimi risultati diedero le milizie di Cosimo de' Medici e di Emanuele Filiberto in Italia, e quelle di Francesco I in Francia. La milizia sorse principalmente contro le vessazioni e le prepotenze dei signori feudali, per opera degli abitanti delle città. Quelle milizie che i signori dovevano mantenere come tributo personale verso il sovrano concessore dei feudali, e fornivano la massima parte della cavalleria, oltre a truppe appiedate. Particolarmente in Francia, dove sorse presto una monarchia potente, questa si appoggiò alla "milizia cittadina", concedendole privilegi, o creò una milizia propria detta "Milizia dei domini della corona", reclutata fra i vassalli e i servi di diretta dipendenza del re: milizia che costituì l'embrione degli eserciti permanenti reali,
In Firenze si intendeva con il nome di milizia, propriamente quella "cittadina", differente da quella del "contado", in base agli ordinamenti del 1528. Si dividevano in "ordinaria" e "straordinaria": La prima corrispondeva all'esercito permanente, la seconda alla leva in massa, la prima comprendeva uomini da diciotto a quaranta anni, la seconda quelli fra i quindici e i diciotto e fra i quaranta e sessanta anni. Chi vi apparteneva era munito del "Bollettino della Milizia", sorta di tessera personale firmata e sigillata dal Commissario delle Bande. Fin dal 1506, per amministrare e guidare la milizia, venne creata una magistratura detta "dei Nove Ufficiali della Ordinanza".
La Milizia cittadina di Milano fu organizzata nel XVII secolo dai governatori spagnoli, venendo infine trasformata, sotto Napoleone Bonaparte, in Guardia nazionale.
In Piemonte, nel 1506 Emanuele Filiberto creò una "Milizia paesana di fanteria", con uomini tra i diciotto e i cinquantenni, ai quali conferì privilegi. Sei anni dopo dava ordinamenti regolari, costituendo compagnie di 400 fanti, raggruppate sei a sei in colonnellati. Riuscì a inserirvi fino a trentaseimila uomini, e costituì una "Milizia feudale di cavalleria", che raggiunse alcune volte anche i settemila uomini.
Carlo Emanuele I di Savoia nel 1582 vi aggiunse la Milizia paesana di cavalleria e divise in due parti quella di Fanteria scelta e ordinaria in tutto in cinque colonnellati. Vari reparti furono da lui usati in guerra, ottenendo una "Milizia permanente" di circa 8000 uomini. Sotto Vittorio Amedeo I di Savoia la Milizia paesana di cavalleria fu chiamata "Cavalleria dello Stato" (1636) scompariva per ragioni sociali quella feudale di cavalleria, della quale alcuni reparti rimasero per un breve periodo in Savoia. Vittorio Amedeo II di Savoia inquadrò la Milizia ordinaria in compagnie di cento uomini (1682) e creò la "Milizia provinciale", che inquadrò in reggimenti 1714. Questi sovrani disponevano formazioni di mercenari, mentre l'esercito nazionale si costituiva per arruolamento volontario. I reggimenti provinciali erano mobilitati solo in caso di guerra. Vittorio Amedeo II, per la difesa del confine, adoperò i montanari con la leva in massa, da considerarsi "Milizia alpina".
Carlo Emanuele III di Savoia creò la "Milizia urbana" (1733), che in Torino era ordinata in venti compagnie, divise a loro volta in "mobili" e di "riserva"; portò a novecento i reggimenti provinciali (prima erano seicento). Vittorio Amedeo III nel 1775 diede ai reggimenti provinciali sei compagnie, come quelli di ordinanza, quattro compagnie di fucilieri, una di granatieri, una di volontari.

### Età contemporanea
Tali reggimenti scomparvero durante l'occupazione francese e vennero ricostituiti nel 1814.
Nel 1819 venne creata nel Regno di Sardegna una "Milizia volontaria sedentaria", che comprendeva tutti gli uomini sino a quarantacinque anni atti alle armi e non facenti parte dell'esercito. In tempo di guerra questi uomini dovevano difendere la propria provincia e assecondare le operazioni dell'esercito ufficiale.
Nello Stato Pontificio la prima milizia risale a Pio IV, il quale, nel 1563, fece iscrivere nei ruoli tutti coloro che erano atti alle armi dai diciotto ai quarantacinque anni e ordinò che nei giorni festivi fossero radunati. Li divise per compagnie di duecentocinquanta uomini. Sulla carta erano segnati settantamila fanti e quindicimila cavalieri. Nel 1656 la milizia romana era suddivisa in "scelta, ordinaria, volontaria". La città di Roma nel 1642 forniva dodicimila fanti in quattro compagnie e mille cavalli in dieci cornette.
Nel Regno delle Due Sicilie, venne costituita nel 1782 una milizia di uomini dai diciotto ai 36 anni, su centoventi compagnie di centoventicinque uomini ciascuna. Nel 1817 furono costituite in Sicilia le milizie provinciali e otto reggimenti di milizie provinciali nel continente, ciascuna denominata dal nome della propria provincia.
Dopo l'unità d'Italia, nel dicembre del 1890 dall'unione delle Milizie comunali e del Corpo delle guardie di pubblica sicurezza, nacque il "Corpo delle guardie di città".

## Formazioni storiche famose

### Gli "Almogravi"
Almogravi o Almovari o Almogavari sono voci derivate dall'arabo, indicano una milizia del XIII secolo, significante "esploratori", o "scorridori". Erano milizie delle montagne dell'Aragona, avvezze alla lotta aspra e senza quartiere che conducevano contro i musulmani di al-Andalus. Vestivano con una succinta tunica, braghe di cuoio, reticella di ferro in capo ed erano armati di corta lancia, di spada, di piccolo palvese, di giavellotti.
Il fante, detto peón, poteva raggiungere il grado di ufficiale (almocaden, dall'arabo al-muqaddam) conferito previo esame davanti a dodici ufficiali di pari grado. I migliori tra gli almocaden potevano diventare adaliti, sempre previo esame davanti ad altri ufficiali di pari grado.
Queste milizie compivano scorrerie improvvise e rapide. Vennero assoldati anche da sovrani stranieri. Un buon numero di costoro, circa ottomila soldati sardi, corsi, genovesi, catalani e musulmani rinnegati, combatterono in Sicilia contro Carlo d'Angiò. Cinquecento di essi, condotti da Giovanni da Procida, riuscirono a penetrare a Messina che era assediata da Carlo. Cessata la guerra, gli almogravi furono spediti in Oriente dal re Federico III di Sicilia in soccorso dell'imperatore Andronico II Paleologo nell'anno 1303. Capitani di tali avventurieri furono Bernardo di Roccaforte, gentiluomo di Linguadoca, Berengario di Entença e Ferdinando Ximenes, uomini ricchi catalani, ma il loro principale comandante era Ruggiero del Fiore, di Brindisi e ammiraglio di Sicilia, che li aveva arruolati come fanti nella sua Compagnia Catalana. Il loro nome in catalano aveva il significato di occidentali.
Saccheggiarono Costantinopoli, Atene, Argo e Corinto, si impadronirono dell'Acaja. A Costantinopoli vennero a contesa con i Genovesi da cui derivò una vera e propria battaglia sanguinosa. Andronico inviò quindi gli Almogravi all'impresa di Cizico e verso il Tauro. I greci insorsero contro di loro nel 1317 e uccisero a tradimento Ruggero del Fiore in Adrianopoli e massacrarono una quantità di Almogravi sparsi per l'impero. Per cui una parte fu costretta per forza maggiore a rifugiarsi nel Peloponneso e a stabilirsi in Laconia, dove esercitarono per lungo tempo la pirateria. L'altra parte che si trovava in Gallipoli si apprestarono alla difesa, sconfissero un esercito greco e devastarono il paese per vendicare il loro capo e i loro compagni massacrati. Al comando passò Berengario di Etenza, il quale poco dopo venne catturato dai genovesi. Gli Almovari nominarono loro capo il siniscalco Bernardo di Roccaforte, avanzarono in Tracia, battendo i greci condotti dal Basileus (principe ereditario) Michele IX Paleologo, distruggendo un corpo degli Alani. Abbandonarono la devastata Tracia per passare in Macedonia e mettersi al servizio di Gualtieri VI di Brienne, duca d'Atene; ma entrati in rotta con costui, lo sconfissero e uccisero, impadronendosi del suo ducato.
Nel frattempo erano periti per le lotte interne nella Compagnia Catalana sia Berengario d'Entença che Bernardo di Roccaforte e il comando della Compagnia era stato assunto da Ruggiero Deslau, il quale morì nel 1326 e fu sostituito dall'Infante della casa di Aragona, così gli Almogavari tornarono sotto quella dominazione ed ebbero fine le loro imprese.

### Le "Milizie Barbute"
Nome collettivo di milizia a cavallo, armata e fornita di lancia, sotto il quale nome si comprendevano in genere tre uomini e tre cavalli. Questa cavalleria esisteva fin dal XIV secolo.
Le Barbute italiane di tale secolo si componevano solo di due corazze e di due cavalli. Rappresentavano una via di mezzo tra l'uomo d'arme armato di tutto punto e seguito da tre o quattro cavalli, e gli armati alla leggera, come gli ungheresi. Il nome in seguito fu cambiato in "Lancia".

### La "Milizia Aurata"
L'ordine cavalleresco, civile e militare, detto anche dei cavalieri dorati, o della "milizia aurata", creato da Pio IV nel 1559 (ma analoga onorificenza veniva già conferita dagli imperatori del Sacro Romano Impero sin dal secolo XV), confermato dai successori e riformato da papa Gregorio XVI nel 1841, dall'epoca del quale fu detto Ordine dello Speron d'oro riformato, in Ordine di San Silvestro, come ordine di indole civile. Una nuova riforma si ebbe con papa Pio X nel 1905, che restrinse il numero dei cavalieri a cento.
La decorazione consiste in una croce ottagona sospesa a catena da portarsi al collo, avente al centro il monogramma di Maria e sormontata da un trofeo militare d'oro, con uno sperone nella parte inferiore.

### La "Milizia delle Terre"
La "Milizia delle Terre" fu istituita nel XVII secolo da Don Giovanni da Mendoza, governatore di Milano, durante la guerra di successione di Mantova, per aumentare gli effettivi delle sue truppe con poca spesa, non avendo le forze sufficienti per invadere il Piemonte.
Era una specie di mobilitazione forzata locale, avente lo scopo di presidiare i luoghi fortificati e difendere i valichi alpini. Di questa milizia è rimasta tuttora una tradizione locale in Valle Anzasca, a Bannio Anzino  e a Calasca-Castiglione. Ebbe inizialmente uniformi spagnole, tramutate in napoleoniche al principio del XIX secolo per la milizia di Calasca, invece le divise della milizia di Bannio da spagnole si sono tramutate in uniforme piemontesi.

### Le "Milizie Cadorine"
Durante la prima guerra d'indipendenza italiana il governo della Repubblica di San Marco il 27 aprile 1848 mandò  a Pietro Fortunato Calvi, nel Cadore quattrocento fucili, cinque cannoni e munizioni per armare cinque compagnie di corpi franchi, destinati alla difesa delle valli che scendono dalle Alpi sulla Pieve.
Contemporaneamente il Calvi organizzava anche altre compagnie di Guardie Civiche dislocate nei centri più importanti del Cadore, per sostenere e coadiuvare le forze inviategli dal governo veneziano. Queste formazioni furono rispettivamente affidati al comando del Perucchi, del Galeazzi, del Favero, del Tremonti e del Giacomelli e incaricati delle difese del passo di Monte Croce di Comelico, dell'alto Ansiei, dell'alto Boite e della conca d'Ampezzo. Un breve regolamento di sedici articoli stabilì i diritti e i doveri della milizia cadorine.
Combatterono contro gli Austriaci fra il 2 maggio e l'8 maggio a Chiapuzza, a Ospitale di Cadore, alla Toanella, a Rucorvo, il 24 maggio al passo della Morte e alla chiusa di Venas, il 28 maggio a Rindemera ed ebbero sempre la vittoria. Dopo il 28 maggio, non potendo più mantenere la difensiva contro le forze nemiche organizzate e soverchianti, dovettero sciogliersi. Parecchi volontari, abbandonato il Cadore, partirono per Venezia, entrando a far parte di altri corpi per continuare la lotta.

### Le milizie stanziali italiane
Diversi Stati preunitari italiani ebbero formazioni del genere, furono chiamati "Miliziani" in Sardegna  mentre altrove "Miliziotti",  come nel Regno delle Due Sicilie mentre erano formate da soggetti in centri abitati e rurali, solo nella repubblica di Venezia.